# Plateforme de travail sur mâts

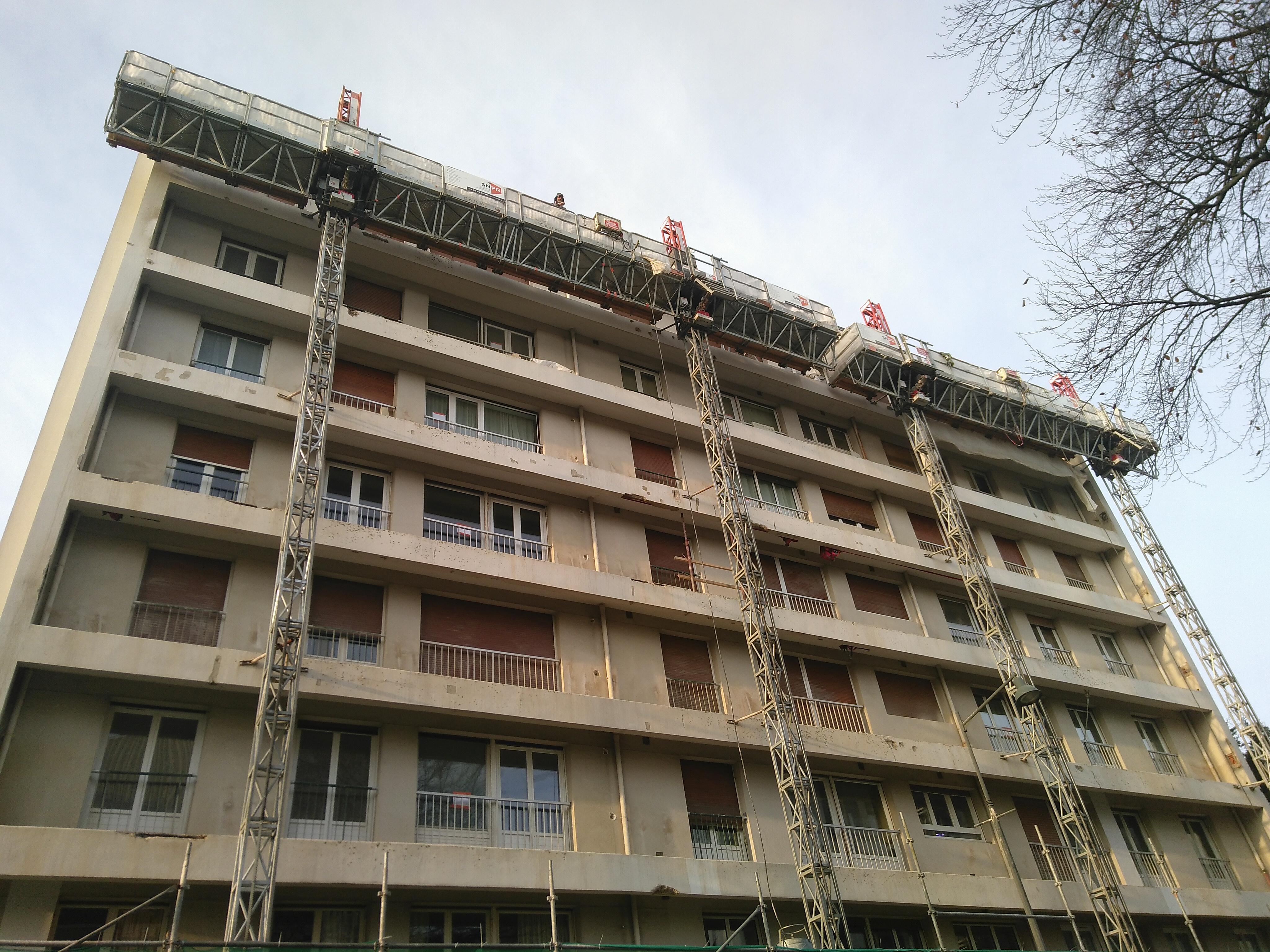
Une plateforme de travail sur mâts dans le cadre d'un chantier de rénovation d'un immeuble à Rennes.

Une plateforme de travail sur mâts ou PTDM est une plateforme de travail motorisée et permettant l'accès temporaire et sécurisé à un bâtiment. Il permet d'acheminer les travailleurs et le matériel notamment dans le cas des milieux industriels et de la rénovation des bâtiments. Cet équipement de travail se compose d'un ou de plusieurs mâts soutenant un plancher mobile. Les formes et dispositions sont variées pour s'adapter à tout type de façade. La plateforme de travail sur mâts est une alternative à l'échafaudage.